# Palheiro de veio

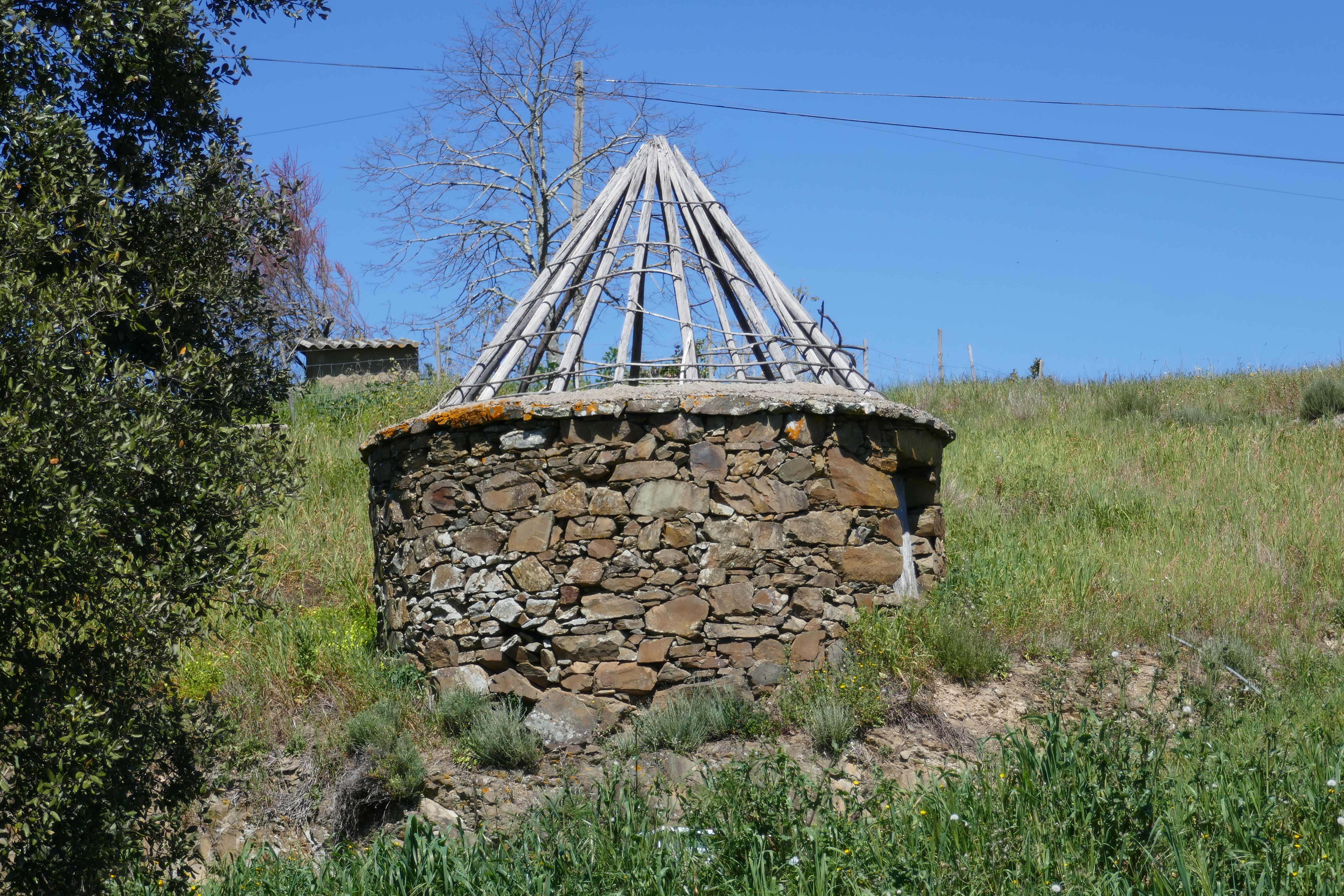
Ruïne in Monte das Soeiras (São Barnabé)

Een palheiro de veio (letterlijk: hooiberg in de vorm van een schacht) is een agrarisch bouwwerk van natuursteen dat typisch was voor de zuidelijke regio's van Portugal, voornamelijk in de Serra do Caldeirão. Met hun ronde vorm en puntige, kegelvormige strodaken, lijken palheiros de veio op bouwwerken uit prehistorische tijden. Ze zijn een voorbeeld van de volksarchitectuur van de Serra do Caldeirão. Ze werden waarschijnlijk oorspronkelijk gebruikt als huisvesting, maar kregen uiteindelijk een secundaire functie, voornamelijk als voedselopslag voor dieren. In de hedendaagse geschiedenis hebben ze hun functie verloren en zijn er veel verdwenen. De meeste overgebleven palheiros de veio zijn niet meer in gebruik of liggen in puin. Vaak ontbreekt het dak; slechts enkele zijn gerestaureerd.

## Beschrijving
Palheiros de veio zijn rudimentaire, ronde bouwwerken waarvan de muren meestal gemaakt zijn van het lokaal voorkomende schiststeen. De muren zijn ongeveer een halve meter dik en manshoog, terwijl de diameter van de bouwwerken tussen de vijf en zes meter is. De muren worden bekroond door een dakrand die ook van schiststeen is gemaakt. Hierop rust een kegelvormige dakconstructie van hout, die bedekt is met verschillende lagen roggestro of riet. Als rietlatten dienen buigzame takken. Palheiros de veio hebben meestal een enkele kleine opening die naar het oosten gericht is en als deur dient. Boven de opening is een latei geplaatst. Er zijn soms kleine luiken in het dak voor licht.
De nog bestaande palheiros de veio bevinden zich op verschillende locaties in de Serra do Caldeiro, tot aan de vallei van de rivier Guadiana. In Alentejo bevinden de meeste zich in de gemeente Almodôvar in het gebied rond São Barnabé (Monte das Figueiras, Monte Abaixo, Monte das Cercas en Monte das Soeiras) en Santa Cruz (Monte Branco do Vascão). In de Algarve bevinden ze zich voornamelijk in het gebied rond Cachopo (Mealha, Vale João Farto en Navalha) en Ameixial (Corte do Ouro).

## Afbeeldingen

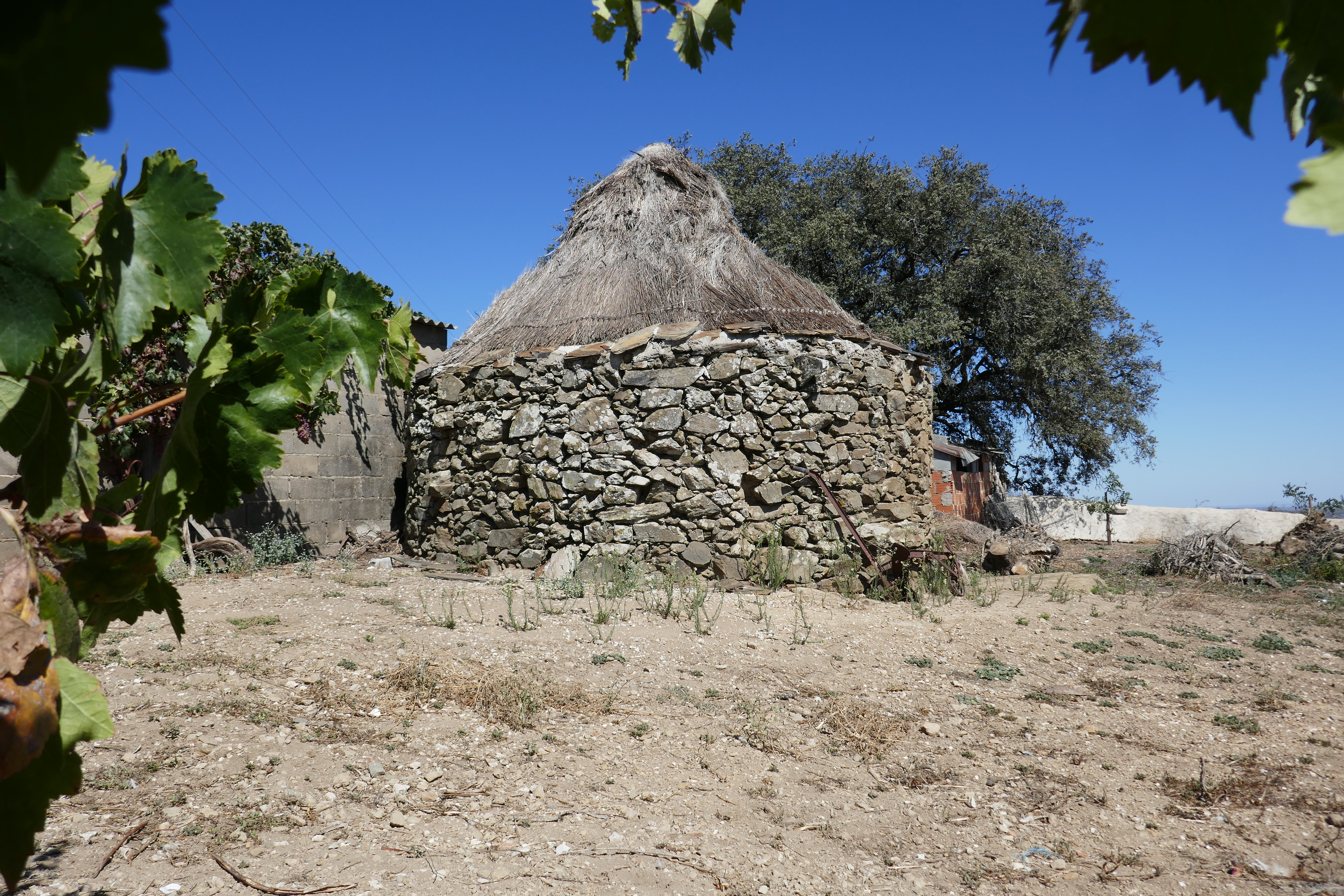
Exemplaar in het dorp Corte do Ouro
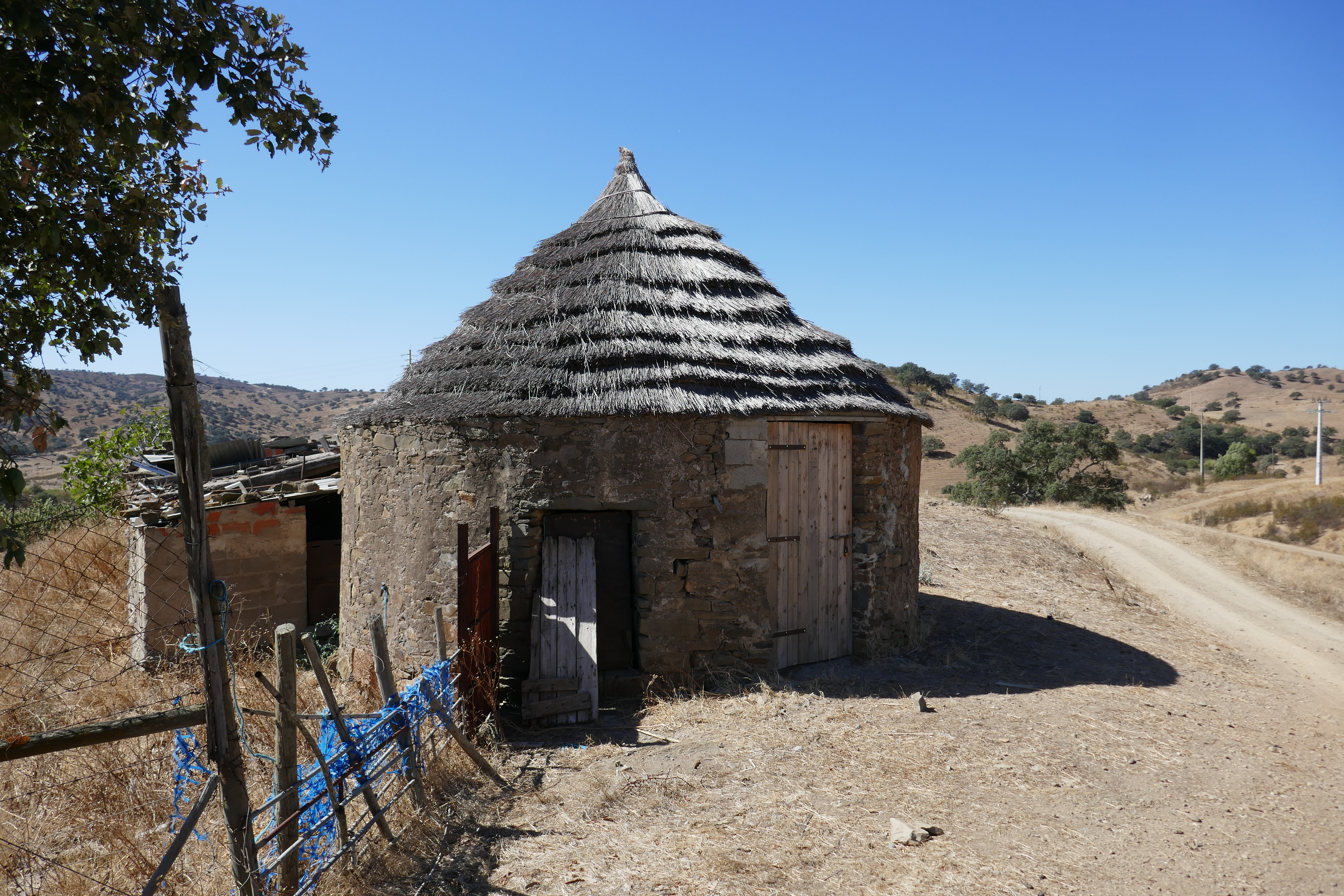
Exemplaar in het gehucht Monte Branco do Vascão
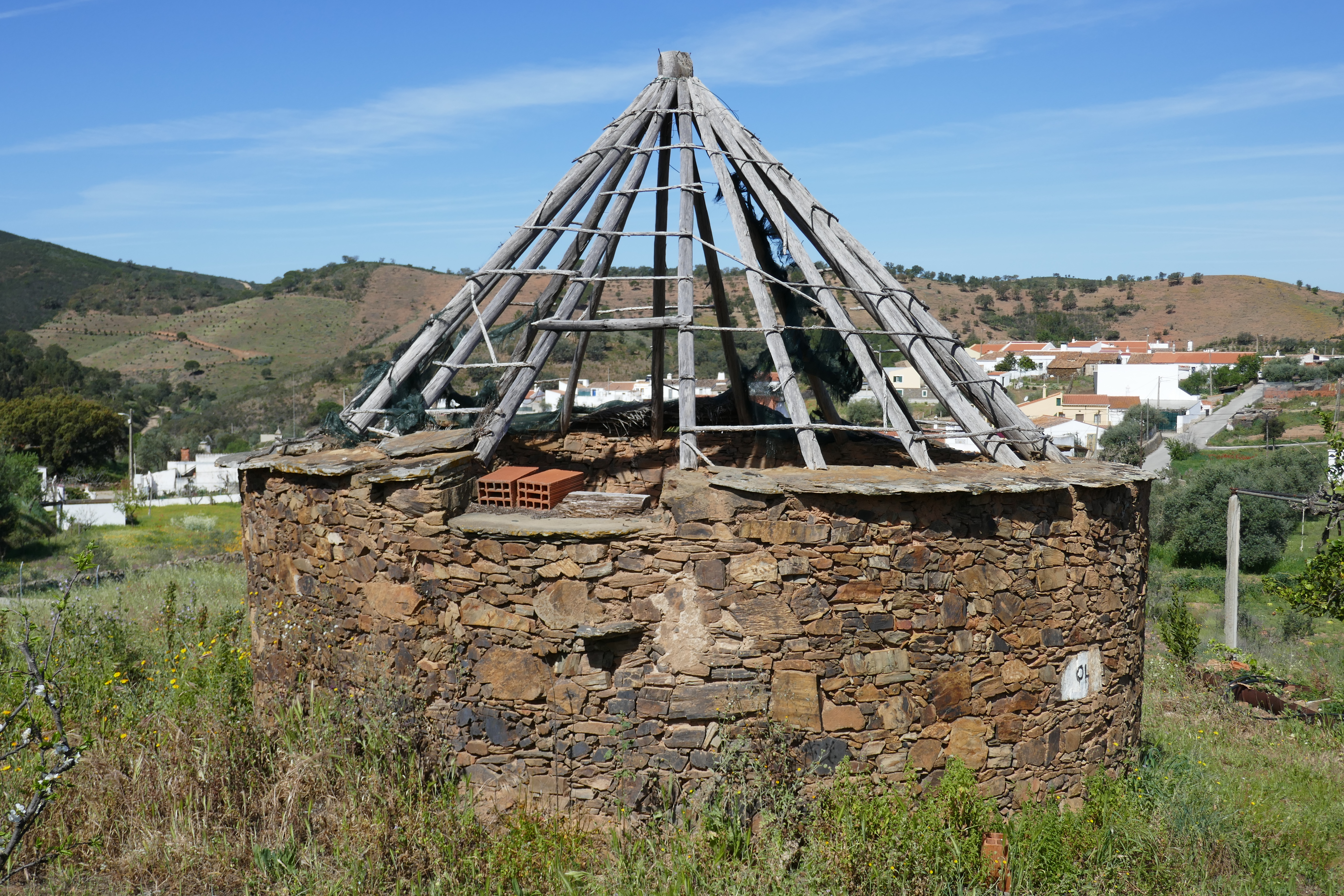
Exemplaar in de buurt van het dorp Mealha
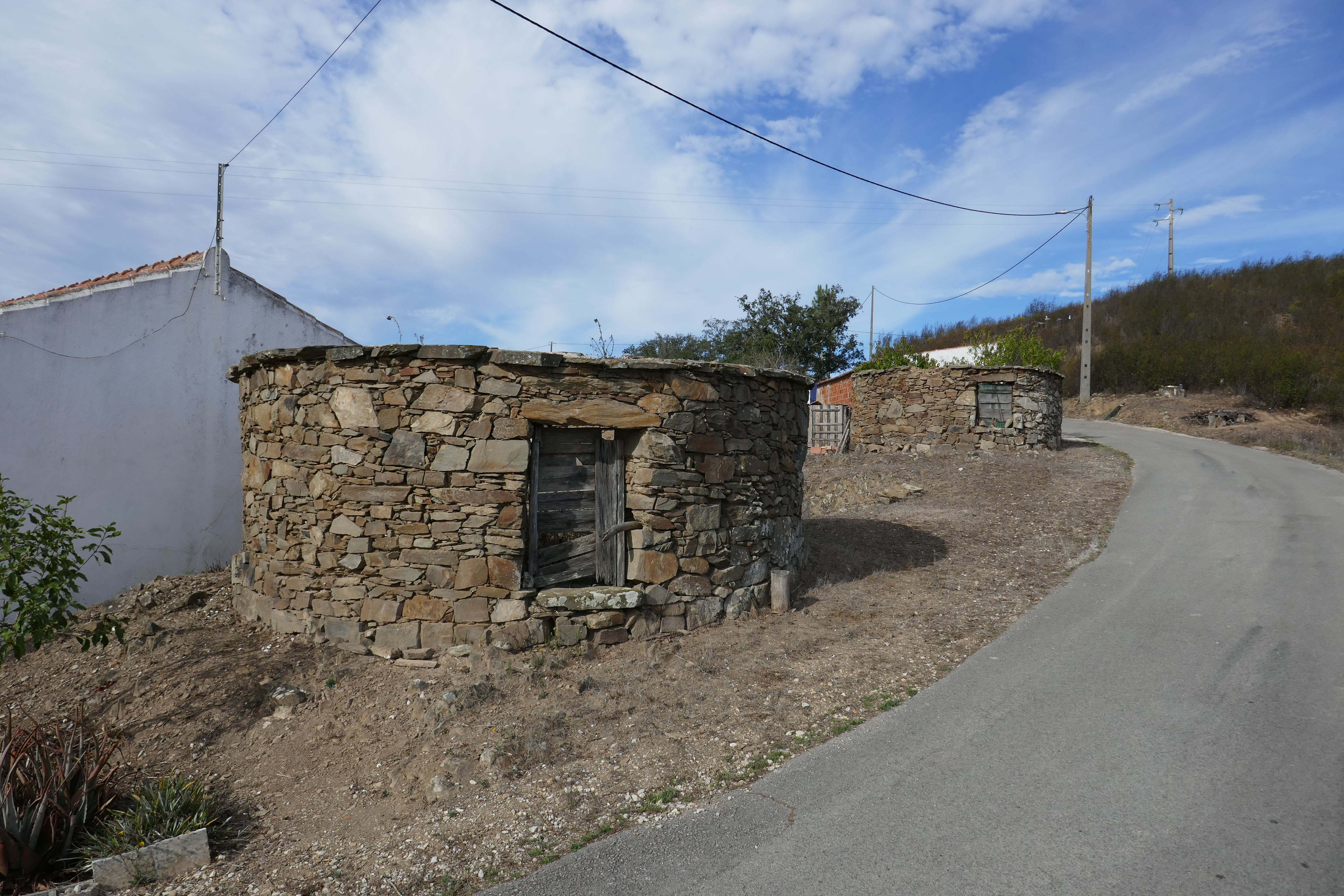
Twee exemplaren zonder dak in het gehucht Monte das Figueiras
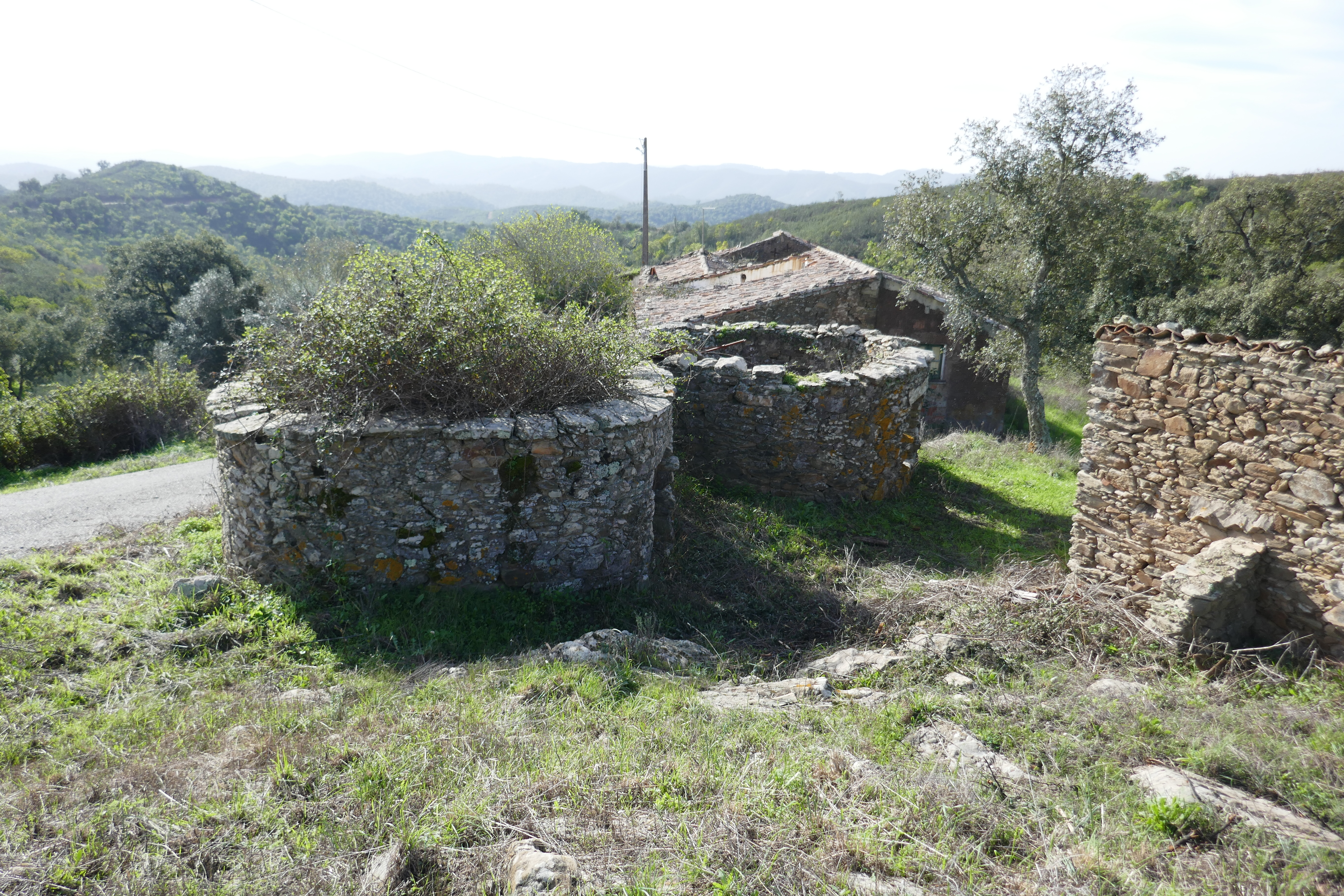
Ruïnes in het gehucht Monte das Cercas
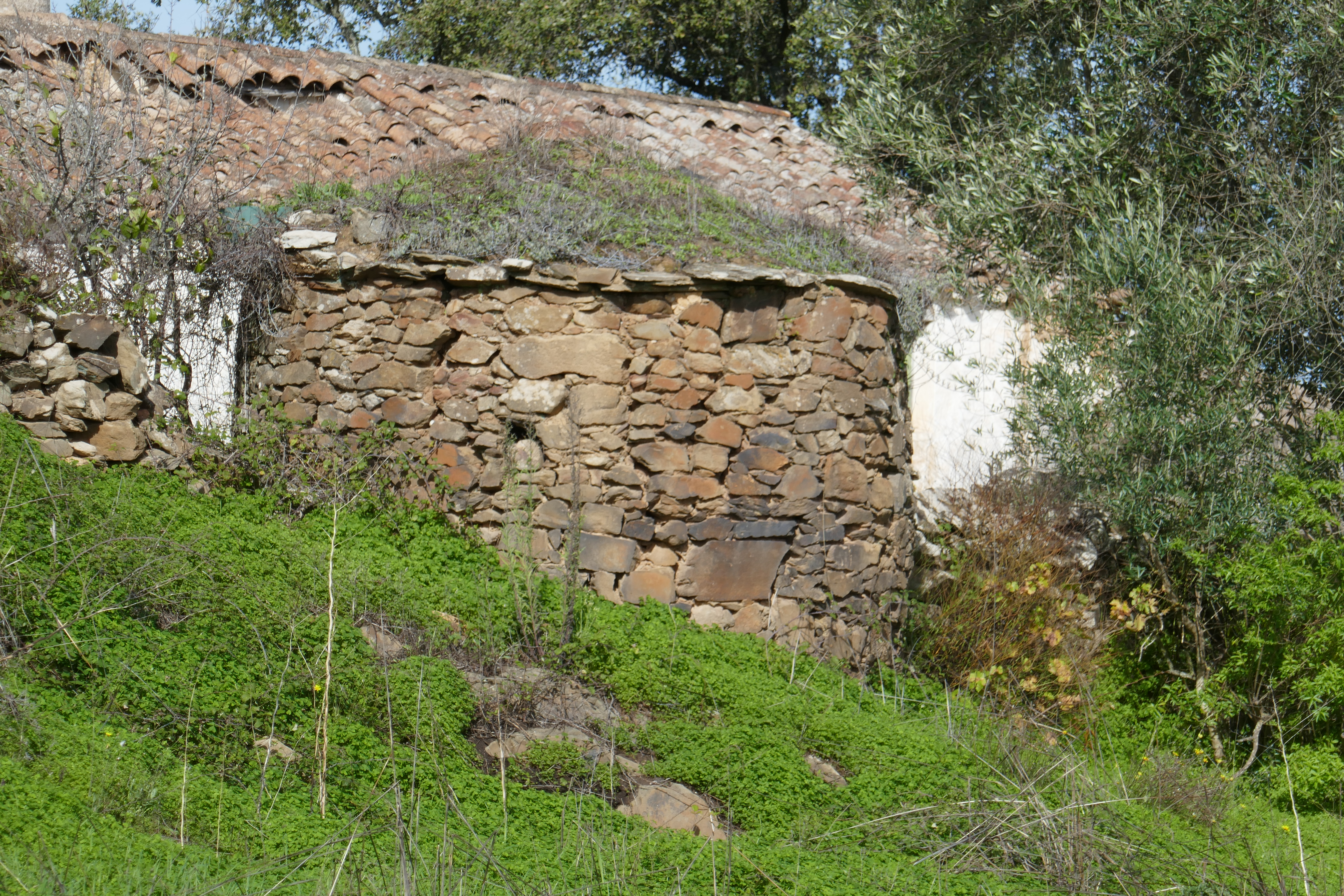
Exemplaar in het gehucht Monte Abaixo